# Cansu Bektaş
Cansu Bektaş, née le 23 novembre 2003 à Giresun, est une haltérophile turque.

## Carrière
Cansu Bektaş évolue dans la catégorie des moins de 45 kg. Elle est médaillée d'argent à l'arraché, à l'épaulé-jeté et au total dans la catégorie des moins de 45 kg aux Jeux de la solidarité islamique de 2021 à Bakou. Aux Championnats d'Europe d'haltérophilie 2022 à Tirana, elle obtient la médaille d'argent à l'épaulé-jeté ainsi qu'au total.
Elle est médaillée d'or à l'arraché, à l'épaulé-jeté et au total dans la catégorie des moins de 45 kg aux Championnats d'Europe d'haltérophilie 2023 à Erevan.